# الحوير (سيئون)

تعديل مصدري - تعديل

الحوير هي إحدى قرى عزلة سيئون بمديرية سيئون التابعة لمحافظة حضرموت، بلغ تعداد سكانها 355 نسمة حسب تعداد اليمن لعام 2004.